# Margara
Margara – wieś w Armenii, w prowincji Armawir. W 2011 roku liczyła 1256 mieszkańców.